# Dendrochilum devogelii
Dendrochilum devogelii är en orkidéart som beskrevs av Jeffrey James Wood. Dendrochilum devogelii ingår i släktet Dendrochilum och familjen orkidéer. Inga underarter finns listade i Catalogue of Life.